# De aloë
De aloë is een hoorspel van Alix du Frênes. Op 26 maart 1957 werd het onder de titel Die Russblume door de Südwestfunk uitgezonden. De VARA volgde op woensdag 16 november 1960. De vertaling was van W. Bunge en S. de Vries jr. regisseerde het. Het duurde 62 minuten.

## Rolbezetting
- Barbara Hoffman (Louison Murais)
- Dogi Rugani (haar moeder)
- Dick van ’t Sant (Raymond Leroux)
- Corry van der Linden (Marguerite, de vriendin van Louison)
- Jo Vischer sr. (de postambtenaar)
- Donald de Marcas (Pierre)
- Harry Bronk (André)
- Els Buitendijk (Lisette)
- Elly den Haring (vertelt inleiding en slot)

## Inhoud
Het huis ligt vlak aan de spoorbaan, dicht bij het station Bar le Duc. Wie in de trein onderweg is van Straatsburg naar Parijs, kan in de tuin kijken waar alle struiken met een dunne roetlaag overdekt zijn. Het geeft ze een wonderlijk effect, alsof ze zich onder water bevinden: de planten, de zandstenen ornamenten, het huis, en het meisje dat over het hek leunt en de trein nakijkt, alsof daarmee alle geluk van de wereld aan haar voorbijschiet. Het meisje droomt ervan, ooit zelf in een van die treinen te zitten. Met de vervulling van deze wens beleeft ze haar eerste liefde en daarmee tegelijk ook een ontgoocheling...